# Revelations (Album)
Revelations (dt. Enthüllungen, Offenbarungen) ist das dritte und letzte Studioalbum der US-amerikanischen Alternative-Rock-Band Audioslave. Es erschien im deutschsprachigen Raum am 1. September 2006 bei Epic Records und Interscope Records, in den USA erschien das Album am 5. September 2006.

## Entstehung und Veröffentlichung
Für die Entstehung des Albums wurden ungefähr 20 Songs geschrieben, stilistisch wollte sich die Band hierbei nach eigenen Angaben stärker von Funk- und Soul-Einflüssen der 1970er-Jahre inspirieren lassen. 16 Lieder wurden anschließend im Tonstudio aufgenommen, die Aufnahmen selbst fanden im Herbst 2005 in Los Angeles statt. Als Produzent fungierte erstmals nicht Rick Rubin, stattdessen kam Brendan O’Brien zum Einsatz, der beim Vorgängeralbum für das Mixing verantwortlich war.
Zur Promotion des Albums wurde das Albumcover mithilfe einer Montage von Satellitenbildern für Google Earth nachgestellt. Die Datei stand auf der Website der Band zum Download zur Verfügung, das Logo war anschließend im Südpazifik zwischen Neuseeland und Südamerika zu finden. Des Weiteren wurden die Songs Shape of Things to Come und Wide Awake im Film Miami Vice verwendet, Revelations war Teil des Soundtracks zum Videospiel Madden NFL 07.
Eine geplante Tournee wurde zunächst ins Jahr 2007 verschoben, damit Chris Cornell an seinem Solo-Album Carry On arbeiten konnte. Am 15. Februar 2007 erklärte Cornell seinen Ausstieg aus der Band, als Grund hierfür nannte er persönliche und musikalische Meinungsverschiedenheiten.

## Titelliste
1. Revelations – 4:12
2. One and the Same – 3:38
3. Sound of a Gun – 4:20
4. Until We Fall – 3:50
5. Original Fire – 3:38
6. Broken City – 3:48
7. Somedays – 3:33
8. Shape of Things to Come – 4:34
9. Jewel of the Summertime – 3:53
10. Wide Awake – 4:26
11. Nothing Left to Say But Goodbye – 3:32
12. Moth – 4:57

## Rezeption
Revelations erhielt von der Fachpresse gemischte bis positive Bewertungen, wobei das Album vor allem im deutschsprachigen Raum positiv aufgenommen wurde. Auf Metacritic wurde basierend auf 15 Rezensionen ein Durchschnittswert von 60 % errechnet, was dem Prädikat “mixed or average reviews” (dt. gemischte oder durchschnittliche Bewertungen) entspricht.
Von AllMusic erhielt Revelations vier von fünf möglichen Sternen. Kritiker Stephen Thomas Erlewine lobt sowohl das Zusammenspiel der einzelnen Bandmitglieder als auch die im Vergleich zu den Vorgängeralben größere stilistische und rhythmische Vielfalt. Dieselbe Bewertung vergibt Eberhard Dobler von Laut.de. Auch er bewertet die gesteigerte Vielfalt positiv und lobt zusätzlich die Energie der einzelnen Lieder. Plattentests.de benotet das Album vom sieben von zehn möglichen Punkten. Kritiker Markus Bellmann lobt vor allem den Reifeprozess der Band hin zu einem eigenen Stil, der sich von den Vorgängerprojekten Rage Against the Machine und Soundgarden unterscheidet.
Michael Rensen von Rock Hard gibt dem Album zwar eine Bewertung von 7,5 Punkten, sieht Revelations im Vergleich zu den Vorgängeralben jedoch als „Abwärtsspirale“. Besonders kritisch wird der Gesang von Chris Cornell bewertet, der nicht auf dem Niveau der restlichen Bandmitglieder sei. Dadurch würden die Songs oftmals langweilig wirken. Auch Brian Schiller vom Slant Magazine bewertet das Album mit drei von fünf Sternen gemischt. Auch wenn er Fortschritte erkenne, habe die Band immer noch keinen wirklichen eigenen Stil gefunden.

## Kommerzieller Erfolg

### Chartplatzierungen
In drei Ländern, Australien, Kanada und Neuseeland, konnte sich Revelations an der Spitze der Charts platzieren. Weitere Top-Ten-Platzierungen erfolgten mit Platz zwei in Finnland und den USA, Platz 5 in Norwegen, Platz 6 in Dänemark, Österreich und Schweden sowie Platz 8 in Deutschland und der Schweiz. Auch in Großbritannien (Platz 12), Italien (Platz 12), den Niederlanden (Platz 21), Portugal (Platz 22), Spanien (Platz 28), Frankreich (Platz 46), Flandern (Platz 52) und Wallonien (Platz 70) wurden Chartplatzierungen erreicht.
Als einzige Single des Albums konnte sich Original Fire in die Charts von Australien (Platz 34), den USA (Platz 79) sowie Großbritannien (Platz 92) bringen.

### Auszeichnungen für Musikverkäufe
| Land/Region                  | Auszeichnungen für Musikverkäufe (Land/Region, Auszeichnung, Verkäufe) | Verkäufe |
| ---------------------------- | ---------------------------------------------------------------------- | -------- |
| Australien (ARIA)            | Gold                                                                   | 35.000   |
| Kanada (MC)                  | Gold                                                                   | 50.000   |
| Neuseeland (RMNZ)            | Gold                                                                   | 7.500    |
| Vereinigte Staaten (RIAA)    | Gold                                                                   | 500.000  |
| Vereinigtes Königreich (BPI) | Silber                                                                 | 60.000   |
| Insgesamt                    | 1× Silber · 4× Gold ·                                                  | 652.500  |